# 拉莫斯猪笼草
拉莫斯猪笼草（学名：Nepenthes ramos）是菲律宾棉兰老岛东北部特有的热带食虫植物。仅在1919年于海拔670米处采集到了少量标本。其多生长于超基性土壤中。其种加词“ramos”来源于菲律宾植物采集者马克西莫·拉莫斯（Maximo Ramos），他与J·帕斯卡西奥（J. Pascasio）采集到了模式标本。
拉莫斯猪笼草属于非正式的“翼状猪笼草组”分类群下，其中还包括翼状猪笼草（N. alata）、塞西尔猪笼草（N. ceciliae）、柯普兰猪笼草（N. copelandii）、柯普兰猪笼草（N. extincta）、小花猪笼草（N. graciliflora）、汉密吉伊坦山猪笼草（N. hamiguitanensi）、奇坦兰山猪笼草（N. kitanglad）、仓田猪笼草（N. kurata）、莱特岛猪笼草（N. leyte）、棉兰老岛猪笼草（N. mindanaoensis）、内格罗斯岛猪笼草（N. negros）、萨兰加尼猪笼草（N. saranganiensis）及超基猪笼草（N. ultra）。这些物种之间存在着许多共同特征，比如叶柄具翼、捕虫笼笼盖下表面基部存在附属物，及上位笼基部通常较宽。

## 扩展阅读
维基共享资源上的相關多媒體資源：拉莫斯猪笼草
 維基物種上的相關：拉莫斯猪笼草